# Тамбовская митрополия
Тамбовская митрополия — митрополия Русской православной церкви в административных границах Тамбовской области.

## История создания
Митрополия была образована решением Священного Синода РПЦ 25‒26 декабря 2012 года. Главой митрополии был назначен правящий архиерей Тамбовской епархии.

## Состав митрополии

### Мичуринская епархия
Территория: Мичуринский, Моршанский, Никифоровский, Первомайский, Петровский, Сосновский и Староюрьевский районы Тамбовской области.
Правящий архиерей — епископ Мичуринский и Моршанский Гермоген (Серый).

### Тамбовская епархия
Территория: Тамбовский, Бондарский, Знаменский, Мордовский, Пичаевский, Рассказовский, Сампурский, Токарёвский районы Тамбовской области.
Правящий архиерей — митрополит Тамбовский и Рассказовский Феодосий (Васнев).

### Уваровская епархия
Территория: Гавриловский, Жердевский, Инжавинский, Кирсановский, Мучкапский, Ржаксинский, Уваровский и Уметский районы Тамбовской области.
Правящий архиерей: епископ Уваровский и Кирсановский Игнатий (Румянцев).

## Митрополиты
- с 26 декабря 2012 года — Феодосий (Васнев)